# Alfa Romeo 8C Competizione Bertone BAT 11
La Bertone BAT 11 (conosciuta anche come Alfa Romeo BAT 11) è una concept car basata sulla meccanica dell'Alfa Romeo 8C Competizione, realizzata dal Centro Stile Bertone ed esposta in corrispondenza del salone dell'automobile di Ginevra nel 2008.

## Il contesto

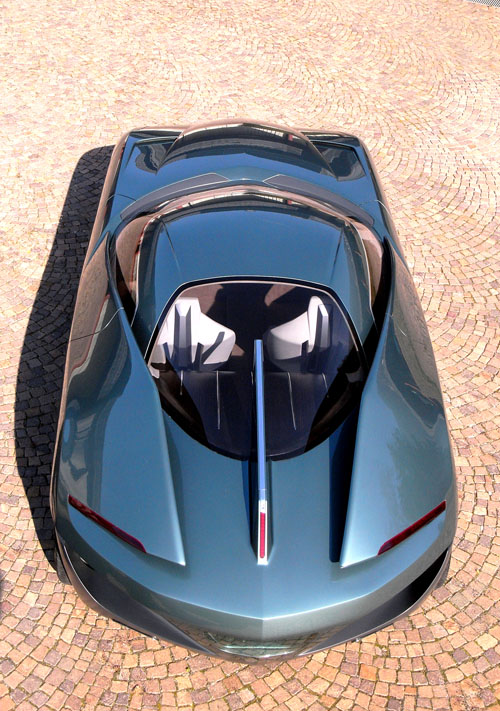
Vista dall'alto del posteriore della BAT 11; notare il lunotto diviso in due e le particolari "pinne aerodinamiche"

La BAT 11 è un concept realizzata dall'azienda piemontese, su commissione di Gary Kaberle, un ex proprietario americano del prototipo BAT 9, in ricordo della moglie deceduta. 
È proprio per riprendere le storiche Alfa Romeo BAT (famiglia di vetture realizzate dalla Alfa Romeo in collaborazione con la Bertone fra il 1953 e il 1955 con l'obbiettivo di raggiungere un valore di coefficiente aerodinamico pari a 0.19) che Bertone con Franco Scaglione (realizzatori anche dei precedenti 3 modelli) propongono questo complesso esercizio di stile.
I richiami alle "sorelle" progenitrici degli anni cinquanta sono molteplici, dalla parziale copertura delle quattro ruote, all'accenno di pinne aerodinamiche al posteriore per arrivare alla moderna interpretazione del lunotto diviso.
La vettura in particolare riprende lo scudetto Alfa Romeo comparso per la prima volta (all'interno della famiglia BAT) nella BAT 9 del 1955, con un frontale che finisce in una pronunciata forma a V che appunto racchiude lo scudetto della casa automobilistica Milanese, il profilo è caratterizzato da un'importante linea che ha origine all'estremità dei "baffi" che caratterizzano il frontale incassati all'interno del paraurti che anch'esso riprende quello della sorella BAT 9; questa linea segue il passaruota frontale e avvolge il parabrezza continuando nella parte posteriore formando due grandi ali che finiscono con un sottile fascio di LED rossi. 
I cerchi, in fibra di carbonio, sono da 21 pollici caratterizzati da un disegno a doppio strato di raggi elicoidali.

## L'esposizione al pubblico
La concept car è stata presentata al pubblico in anteprima mondiale in occasione del 78º salone dell'auto di Ginevra, nel 2008, con la particolarità che la sua esposizione non è avvenuta all'interno degli stand del salone, ma in un ambiente cittadino al di fuori dell'area fieristica ed è stato presentato in anteprima esclusiva ad un numero limitato di invitati perlopiù designer famosi. La presenza alla manifestazione è stata voluta da Marie Jeanne Bertone nonostante in precedenza Lilli Bertone, moglie di Nuccio Bertone e attuale titolare dell'azienda, aveva smentito una possibile partecipazione del marchio torinese al salone svizzero.